# Quello che ho amato
Quello che ho amato è uno dei più noti romanzi della poetessa e saggista statunitense Siri Hustvedt.

## Trama
New York, 1975. Leo Hertzberg, storico dell'arte e professore universitario, ritrova casualmente un ritratto di donna sul cui corpo nudo un artista ha dipinto un'ombra. Leo, affascinato dall'opera e attratto da quella figura femminile, compra la tela e decide di incontrare l'autore, Bill Wechsler, un giovane pittore emergente.
Da quell'incontro nasce un sodalizio e un'amicizia che durerà per tutta la loro vita, portandoli a condividere successi, tragedie e uno sfrenato amore per l'arte e la letteratura. Lo stesso forte legame coinvolgerà anche le loro mogli, Erica e Lucille, e i rispettivi figli. Qualcosa comincia a cambiare quando Bill divorzia per risposarsi con Violet, che è amata in segreto da Leo.
Un altro momento di turbamento avviene quando Mark, uno dei figli di Bill, inizia a frequentare ambienti torbidi e conosce un ambiguo artista newyorkese che cambierà per sempre la sua vita.
Il romanzo racconta tutte le tragedie e gli enigmi che colpiscono le esistenze di questi due uomini e delle loro famiglie logorandone la personalità.